# Атле Селберг
Атле Селберг (на норвежки: Atle Selberg) е норвежки математик, познат с изследванията си в областта на аналитичната теория на числата, теорията на автоморфните форми и в частност установяването на връзката им със спектралната теория.

## Ранни години
Още в ученическите си години, Селберг е повлиян от трудовете на Сриниваса Рамануджан и намира точната аналитична формула за броя представяния на число като сума от целочислени събираеми по трудовете на Рамануджан. (Всъщност тази формула е публикувана за пръв път от Ханс Радемахер.) По време на Втората световна война участва в съпротивата срещу нацистката окупация в Норвегия и е пращан в затвора на няколко пъти.
Учи в Ословския университет, където защитава докторска дисертация през 1943 г.

## Втора световна война
По време на Втората световна война работи в изолация поради нацистката окупация в Норвегия. Трудовете му стават познати едва след войната. Сред тях са доказателството, че част от нулите на Римановата зета-функция лежат на оста {\displaystyle Re(s)={\frac {1}{2}}}. Работите му след войната дават нов възход на теорията на решетата, която Селберг превръща във важна тема от теорията на числата. В труд от 1947, той въвежда Решето на Селберг, който е от особена значимост, например, за доказателството на Теоремата на Чен.
През 1948, Селберг дава елементарно доказателство на асимптотичния закон за разпределение на простите числа. Приблизително по същото време, Паул Ердьош, на основата на трудове на Селберг, дава доказателство по същото време. Възниква спор между Селберг и Ердьош за първенството за откриването на доказателството.
Основно за изброените дотогава трудове Селберг получава Филдсовия медал през 1950 г.

## Института за авангардни изследвания
През 50-те години, Селберг емигрира в САЩ, за да започне работа в Института по авангардни изследвания в Принстън, Ню Джърси, където остава до смъртта си. През това време работи по въвеждането на методи от спектралната теория в теорията на числата. Като най-значим от получените резултати е Формулата за следата на Селберг.
Освен Филдсовия медал, Селберг е награден и с Наградата Волф и Медала Гунерус. Избран е за член на Норвежката академия, Датската академия и Американската академия по изкуства и науки.
Селберг има син и дъщеря: Ингрид и Ларс Селберг. Ингрид Селберг е съпруга на драматурга Мустафа Матура.
Умира на 6 август 2007 от сърдечен удар. 

## Избрани публикации
- Atle Selberg Collected Papers: 1 (Springer-Verlag, Heidelberg), ISBN 0-387-18389-2
- Collected Papers (Springer-Verlag, Heidelberg Mai 1998), ISBN 3-540-50626-8